# Lill-Burvattnet
Lill-Burvattnet är en sjö i Krokoms kommun och Åre kommun i Jämtland och ingår i Indalsälvens huvudavrinningsområde. Sjön har en area på 1,61 kvadratkilometer och ligger 566,1 meter över havet. Lill-Burvattnet ligger i Svenskådalen Natura 2000-område.

## Delavrinningsområde
Lill-Burvattnet ingår i det delavrinningsområde (709791-137907) som SMHI kallar för Utloppet av Lill-Burvattnet. Medelhöjden är 686 meter över havet och ytan är 12,91 kvadratkilometer. Räknas de 14 avrinningsområdena uppströms in blir den ackumulerade arean 117,16 kvadratkilometer. Långan (Storån) som avvattnar avrinningsområdet har biflödesordning 2, vilket innebär att vattnet flödar genom totalt 2 vattendrag innan det når havet efter 320 kilometer. Avrinningsområdet består mestadels av skog (21 procent), sankmarker (16 procent) och kalfjäll (51 procent). Avrinningsområdet har 1,61 kvadratkilometer vattenytor vilket ger det en sjöprocent på 12,5 procent.